# Liste des cavités naturelles les plus longues de La Réunion
La liste des cavités naturelles les plus longues de La Réunion recense sous la forme d'un tableau, les cavités souterraines naturelles connues, dont le développement est supérieur ou égal à trois cents mètres.
La communauté spéléologique considère qu'une cavité souterraine naturelle n'existe vraiment qu'à partir du moment où elle est « inventée » c'est-à-dire découverte (ou redécouverte), inventoriée, topographiée et publiée. Bien sûr, la réalité physique d'une cavité naturelle est la plupart du temps bien antérieure à sa découverte par l'homme ; cependant tant qu'elle n'est pas explorée, mesurée et révélée, la cavité naturelle n'appartient pas au domaine de la connaissance partagée.
La liste spéléométrique des plus longues cavités naturelles de la Réunion (≥ 300 m) est  actualisée début 2010.
La plus longue cavité répertoriée dans le département et région d'outre-mer de la Réunion est la caverne Bateau (cf. ligne 1 du tableau ci-dessous).

## La Réunion (France)

### Cavités de développement supérieur ou égal à300m
14 cavités sont recensées au 1-01-2010.
| Réf. | Cavités (autres noms)            | Communes                | Massifs ou zones géographiques | Coordonnées (WGS 84)         | Développement (en mètres) | Dénivelée (en mètres) | Sources ou références                                                        | Mises à jour |
| ---- | -------------------------------- | ----------------------- | ------------------------------ | ---------------------------- | ------------------------- | --------------------- | ---------------------------------------------------------------------------- | ------------ |
| 1    | Caverne Bateau                   | Le Tampon               | Piton de la Fournaise          | 21° 11′ 03″ S, 55° 33′ 44″ E | +001 910, m               | +0034, m              | Philippe Audra & Grottocenter                                                | 2010-01      |
| 2    | Trou de la Plaine-des-Palmistes  | La Plaine-des-Palmistes | Piton de la Fournaise          | 21° 06′ 49″ S, 55° 39′ 23″ E | +000947, m                | +0053, m              | Philippe Audra & Grottocenter                                                | 2010-01      |
| 3    | Caverne des Fées                 | La Plaine-des-Palmistes | Piton de la Fournaise          | 21° 09′ 31″ S, 55° 37′ 26″ E | +000820, m                | +0026, m              | Philippe Audra & Grottocenter                                                | 2010-01      |
| 4    | Caverne du Brûlé de Citron-Galet | Saint-Philippe          | Piton de la Fournaise          | 21° 17′ 54″ S, 55° 48′ 00″ E | +000820, m                | +0094, m              | Philippe Audra & Grottocenter                                                | 2010-01      |
| 5    | Tunnel de 2004- Branche Nord     | Sainte-Rose             | Piton de la Fournaise          | 21° 14′ 17″ S, 55° 48′ 16″ E | +000741, m                | +0044, m              | Mission d'expertise : tunnels de laves de l'ile de la Réunion & Grottocenter | 2010-01      |
| 6    | Caverne de la Tortue             | Saint-Gilles-les-Bains  | Piton des Neiges               | 21° 04′ 13″ S, 55° 14′ 50″ E | +000700, m                | NC m                  | Philippe Audra & Julian Pender Hume                                          | 2010-01      |
| 7    | Tunnel de lave du Piton Kapor    | Sainte-Rose             | Piton de la Fournaise          |                              | +000600, m                | +0031, m              | Philippe Audra                                                               | 2010-01      |
| 8    | Caverne Leconte de Lisle         | Saint-Paul ?            |                                |                              | +000600, m                | NC m                  | Philippe Audra                                                               | 2010-01      |
| 9    | Grotte des Salanganes            | Saint-Paul              | Piton des Neiges               | 21° 02′ 47″ S, 55° 15′ 24″ E | +000550, m                | +0021, m              | Philippe Audra & Pascal Colas & Grottocenter                                 | 2010-01      |
| 10   | Grotte nord du Chemin Bruniquel  | Saint-Paul              | Piton des Neiges               |                              | +000500, m                | NC m                  | Philippe Audra                                                               | 2010-01      |
| 11   | Grotte de la Grande Ravine       | Trois-Bassins           | Piton des Neiges               | 21° 06′ 43″ S, 55° 17′ 58″ E | +000500, m                | +0011, m              | Philippe Audra & Pascal Colas                                                | 2010-01      |
| 12   | Caverne de Bernica               | Saint-Paul              | Piton des Neiges               | 21° 01′ 37″ S, 55° 16′ 37″ E | +000369, m                | +0031, m              | Philippe Audra & Grottocenter                                                | 2010-01      |
| 13   | Trou d’Eau                       | Saint-Paul              | Piton des Neiges               | 21° 06′ 04″ S, 55° 14′ 40″ E | +000350, m                | +0045, m              | Philippe Audra                                                               | 2010-01      |
| 14   | Tunnel des Gendarmes             | Saint-Philippe          | Piton de la Fournaise          | 21° 20′ 03″ S, 55° 47′ 40″ E | +000340, m                | +0017, m              | Mission d'expertise : tunnels de laves de l'ile de la Réunion                | 2010-01      |